# Single pot still whiskey

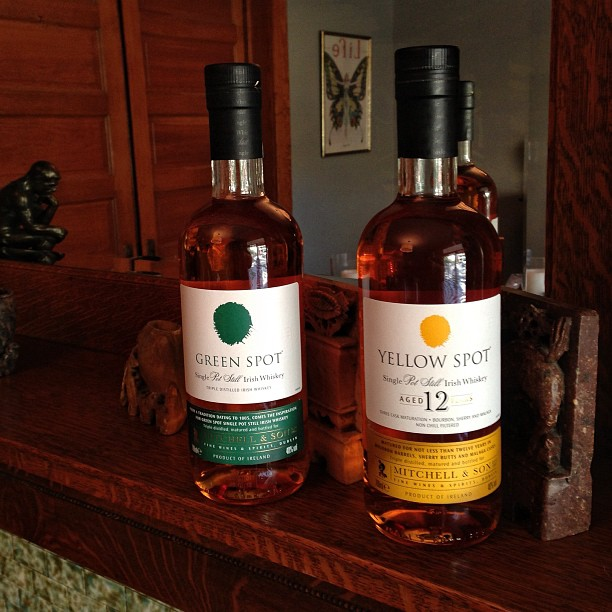
Bouteilles de Green Spot et Yellow Spot still whiskey.

Le Single pot still whiskey anciennement connu sous le nom de pure pot still whiskey est un whisky irlandais fabriqué à partir d’orge et distillé dans un alambic charentais ( « pot still » en anglais).

## Fabrication
Comme celle du single malt, la distillation s'effectue dans un alambic charentais, mais un single malt utilise seulement l’orge maltée alors qu'un pure pot still utilise orge maltée, orge non maltée et une troisième céréale. Le rapport entre orge et orge maltée peut varier, en général les proportions sont de 60 % d’orge non maltée pour 40 % d’orge maltée.
Un pure pot still whiskey n'utilise pas les whiskys d’un alambic à colonne, contrairement à un blend qui assemble des whiskys de malt d’un alambic charentais avec les whiskys de grain d’un alambic à colonne.

## Histoire
L’origine de ce whisky remonte au XVIIIe siècle. En 1682 la couronne anglaise instaure en Irlande une taxe sur l'orge maltée, ciblant ainsi la production de whisky et de bière. Les Irlandais décident alors de contourner la taxe sur le malt et de réduire les impôts sur le whisky en faisant une adjonction d’orge non maltée au moût d'orge malté servant de base au whisky.

## Vente et production
Les pure pot still whiskeys sont commercialisés sous leur forme « brute » comme le Redbreast  ou le Green Spot, mais aussi mélangés comme dans les blends Jameson et Power's.
Aujourd'hui, ils sont tous produits à la distillerie Midleton, située dans la bourgade du même nom, non loin de Cork, au sud-est de l'Irlande.

## Sources
- Thierry Bénitah, Le Whisky, Flammarion
- (en) Michael Jackson, Whisky, DK